# Србија и Црна Гора на Светском првенству у атлетици на отвореном 2003.
Србија и Црна Гора су први пут учествовале на 9. Светском првенству у атлетици на отвореном 2003. одржаном у Паризу од 23. до 31. августа. под овим именом. Репрезентацију Србије и Црна Горе представљала су 5 атлетичара (3 мушкарца и 2 жене) који су се такмичили у 5 дисциплина (3 мушке и 2 женске).
На овом првенству такмичари Србије и Црне Горе нису освојили ниједну медаљу али је оборен један лични рекорд. У табели успешности према броју и пласману такмичара који су учествовали у финалним такмичењима (првих 8 такмичара) Србија и Црна Гора је са 1 учесницом у финалу делила 61. место са 1 бодом..
| Пл.  | Земља | 1. место | 2. место | 3. место | 4. место | 5. место | 6. место | 7. место | 8. место | Бр. фин. | Бод. |
| ---- | ----- | -------- | -------- | -------- | -------- | -------- | -------- | -------- | -------- | -------- | ---- |
| =61. | СЦГ   | 0        | 0        | 0        | 0        | 0        | 0        | 0        | 1        | 1        | 1    |

## Учесници
| Мушкарци: - Предраг Филиповић — 20 км ходање - Александар Раковић — 50 км ходање - Драган Перић — Бацање кугле | Жене: - Соња Столић — 10.000 м - Оливера Јевтић — Маратон |  |

## Резултати

### Мушкарци
| Атлетичар          | Дисциплина   | Лични рекорд | Квалификације     | Квалификације     | Финале               | Финале       | Детаљи |
| Атлетичар          | Дисциплина   | Лични рекорд | Резултат          | Место             | Резултат             | Место        | Детаљи |
| ------------------ | ------------ | ------------ | ----------------- | ----------------- | -------------------- | ------------ | ------ |
| Предраг Филиповић  | 20 км ходање | 1:21:50      |                   |                   | 1:25:15              | 22 / 29 (38) |        |
| Александар Раковић | 50 км ходање | 3:48:01      | Није завршио трку | Није завршио трку |                      |              |        |
| Драган Перић       | Бацање кугле | 21,77        | 19,55             | 9. у гр. Б        | Није се квалификовао | 19 / 29 (31) |        |

### Жене
| Атлетичарка    | Дисциплина | Лични рекорд | Финале       | Финале       | Детаљи |
| Атлетичарка    | Дисциплина | Лични рекорд | Резултат     | Место        | Детаљи |
| -------------- | ---------- | ------------ | ------------ | ------------ | ------ |
| Соња Столић    | 10.000 м   | 32:00,55     | 33:08,87 ЛРС | 21 / 23 (28) |        |
| Оливера Јевтић | Маратон    | 2:25:23      | 2:26:49      | 8 / 62 (69)  |        |